# UEFA Intertoto Cup 2001
Die Finals des UEFA Intertoto Cups 2001 wurden von Aston Villa, Paris Saint-Germain und ES Troyes AC gewonnen. Diese Mannschaften konnten sich somit für den UEFA-Pokal 2001/02 qualifizieren.

## 1. Runde
|                          | Gesamt          |                             | Hinspiel | Rückspiel |
| ------------------------ | --------------- | --------------------------- | -------- | --------- |
| FC Universitatea Craiova | 4:3             | KS Bylis Ballsh             | 3:3      | 1:0       |
| Aarhus GF                | 2:7             | NK Celje                    | 1:0      | 1:7       |
| FC Dundee                | 2:5             | FK Sartid                   | 0:0      | 2:5       |
| UE Sant Julià            | 1:9             | Lausanne-Sports             | 1:3      | 0:6       |
| Anorthosis Famagusta     | 0:9             | NK Slaven Belupo Koprivnica | 0:2      | 0:7       |
| Carmarthen Town          | 0:3             | AIK Solna                   | 0:0      | 0:3       |
| B68 Toftir               | 2:4             | SC Lokeren                  | 2:4      | 0:0       |
| Cork City FC             | 1:3             | Liepājas Metalurgs          | 0:1      | 1:2       |
| WIT Georgia Tiflis       | (a)2:2(a)       | SV Ried                     | 1:0      | 1:2       |
| FK Dinamo Minsk          | 7:1             | CS Hobscheid                | 6:0      | 1:1       |
| FC Tatabánya             | 5:4             | FC Schirak Gjumri           | 2:3      | 3:1       |
| Zagłębie Lubin           | 4:1             | Hibernians Paola            | 4:0      | 0:1       |
| Tiligul Tiraspol         | 4:1             | Cliftonville FC             | 1:0      | 3:1 n. V. |
| FC Jazz Pori             | (a)2:2(a)       | Gloria Bistrița             | 1:0      | 1:2       |
| Hapoel Haifa             | 5:0             | FC TVMK Tallinn             | 2:0      | 3:0       |
| Ekranas Panevėžys        | 2:2 (3:4 i. E.) | FC Artmedia Petržalka       | 1:1      | 1:1 n. V. |
| Dyskobolia Grodzisk      | 1:4             | Spartak Warna               | 1:0      | 0:4       |
| UMF Grindavík            | 3:1             | FK Viləş Masallı            | 1:0      | 2:1       |
| NK Čelik Zenica          | 6:3             | Denizlispor                 | 1:0      | 5:3       |
| NK Zagreb                | 2:3             | FK Pobeda Prilep            | 1:2      | 1:1       |

## 2. Runde
|                             | Gesamt |                          | Hinspiel | Rückspiel |
| --------------------------- | ------ | ------------------------ | -------- | --------- |
| NK Čelik Zenica             | 1:2    | KAA Gent                 | 1:0      | 0:2       |
| NK Slaven Belupo Koprivnica | 2:0    | SC Bastia                | 1:0      | 1:0       |
| FK Pobeda Prilep            | 4:1    | Çaykur Rizespor          | 2:1      | 2:0       |
| SK Sturm Graz               | 3:4    | FC Lausanne-Sport        | 0:1      | 3:3       |
| FK Dinamo Minsk             | 3:0    | Hapoel Haifa             | 2:0      | 1:0       |
| FC Basel                    | 5:0    | UMF Grindavík            | 3:0      | 2:0       |
| ES Troyes AC                | 7:1    | WIT Georgia Tiflis       | 6:0      | 1:1       |
| Odense BK                   | 2:4    | AIK Solna                | 2:2      | 0:2       |
| TSV 1860 München            | 6:3    | FK Sartid                | 3:1      | 3:2       |
| 1. FC Slovácko              | 5:4    | FC Universitatea Craiova | 3:2      | 2:2       |
| Zagłębie Lubin              | 3:4    | SC Lokeren               | 2:2      | 1:2       |
| Liepājas Metalurgs          | 4:8    | SC Heerenveen            | 3:2      | 1:6       |
| Tiligul Tiraspol            | 1:5    | FC Tatabánya             | 1:1      | 0:4       |
| NK Celje                    | 6:1    | FC Artmedia Petržalka    | 5:0      | 1:1       |
| Spartak Warna               | 2:5    | Tawrija Simferopol       | 0:3 1    | 2:2       |
| Paris Saint-Germain         | 7:1    | FC Jazz Pori             | 3:0      | 4:1       |

## 3. Runde
|                             | Gesamt    |                     | Hinspiel | Rückspiel |
| --------------------------- | --------- | ------------------- | -------- | --------- |
| SC Lokeren                  | 0:5       | Newcastle United    | 0:4      | 0:1       |
| FK Chmel Blšany             | 1:0       | FK Pobeda Prilep    | 0:0      | 1:0       |
| NK Slaven Belupo Koprivnica | 2:3       | Aston Villa         | 2:1      | 0:2       |
| VfL Wolfsburg               | 4:3       | FK Dinamo Minsk     | 4:3      | 0:0       |
| Werder Bremen               | (a)3:3(a) | KAA Gent            | 2:3      | 1:0       |
| Brescia Calcio              | 3:2       | FC Tatabánya        | 2:1      | 1:1       |
| FC Basel                    | 5:3       | SC Heerenveen       | 2:1      | 3:2       |
| NK Celje                    | (a)1:1(a) | FC Lausanne-Sport   | 1:1      | 0:0       |
| ES Troyes AC                | 4:2       | AIK Solna           | 2:1      | 2:1       |
| Tawrija Simferopol          | 0:5       | Paris Saint-Germain | 0:1      | 0:4       |
| RKC Waalwijk                | 2:5       | TSV 1860 München    | 1:2      | 1:3       |
| Stade Rennes                | 7:4       | 1. FC Slovácko      | 5:0      | 2:4       |

## Halbfinale
|                  | Gesamt    |                     | Hinspiel | Rückspiel |
| ---------------- | --------- | ------------------- | -------- | --------- |
| Stade Rennes     | (a)2:2(a) | Aston Villa         | 2:1      | 0:1       |
| KAA Gent         | 1:7       | Paris Saint-Germain | 0:0      | 1:7       |
| FK Chmel Blšany  | 3:4       | Brescia Calcio      | 1:2      | 2:2       |
| FC Basel         | 5:2       | FC Lausanne-Sport   | 3:0      | 2:2       |
| TSV 1860 München | 3:6       | Newcastle United    | 2:3      | 1:3       |
| ES Troyes AC     | 3:2       | VfL Wolfsburg       | 1:0      | 2:2       |

## Finale
|                     | Gesamt    |                  | Hinspiel | Rückspiel |
| ------------------- | --------- | ---------------- | -------- | --------- |
| FC Basel            | 2:5       | Aston Villa      | 1:1      | 1:4       |
| Paris Saint-Germain | (a)1:1(a) | Brescia Calcio   | 0:0      | 1:1       |
| ES Troyes AC        | (a)4:4(a) | Newcastle United | 0:0      | 4:4       |